# Соколов, Георгий Ильич
Георгий Ильич Соколов (1898 — 1943) — советский военачальник, генерал-майор (1940).

## Биография
В РККА с 1918 года. Участник Гражданской войны.
После войны проходил службу на штабных должностях. Окончил Военную академию РККА. С июня 1925 — начальник оперативной части штаба 4-й Ленинградской кавалерийской дивизии. С февраля 1927 — начальник штаба 1-го Червонного казачества кавалерийского корпуса. С октября 1928 — начальник штаба 2-й Червонного казачества кавалерийской дивизии. С декабря 1932 вновь возглавлял штаб 1-го Червонного казачества кавалерийского корпуса. В апреле 1934 зачислен в распоряжение Разведупра РККА. С сентября 1935 — начальник штаба 7-го кавалерийского корпуса. В 1936 вместе с группой из 138 офицеров первого набора зачислен на 1-й курс ВАГШ РККА. В 1938 году был отчислен со 2-го курса академии за «принадлежность к троцкизму» и связь с «врагами народа». В феврале 1938 направлен преподавателем кафедры тактики в Военную академию имени М. В. Фрунзе.
Во время Советско-финской войны в январе 1940 года командирован на Северо-Западный фронт. Некоторое время состоял в распоряжении Военного совета фронта, а 3 марта назначен начальником штаба 13-й армии и в этой должности пробыл до конца войны.
В июне 1940 генерал-майор Соколов назначен начальником штаба 6-й армии. В мае 1941 был арестован сотрудниками НКВД СССР. Длительное время пробыл под следствием и скончался в 1943 году. Реабилитирован в июле 1953 года.

## Звания
- Комбриг (28.11.1935[7])
- Генерал-майор (4.06.1940[8])

## Семья
- жена — Мессарош Нина Николаевна
  - дочь — Кузнецова (Соколова) Татьяна Георгиевна, (р. 27 января 1928, город Проскуров).